# Revisionsverket (Österrike)
Österrikes revisionsverk (Rechnungshof) är en myndighet under nationalrådet med uppgiften att granska statens, delstaternas och kommunernas finanser. Även stiftelser, fonder och företag som ägs till mer än 50% av staten kontrolleras. Revisionen omfattar inte bara räkenskapernas korrekthet och lagenlighet utan även verksamhetens sparsamhet, lönsamhet och ändamålsenlighet. Vid årslutet ska revisionsverket lägga fram en årsredogörelse som efter beslut i nationalrådet publiceras.
Revisionsverkets chef (österr. Rechnungshofpräsident) väljs av nationalrådet för en period på 12 år (utan möjlighet till omval) och lyder direkt under nationalrådets talman. 